# North Star Computers
North Star Computers, Inc. è stata una società produttrice di computer. Fondata nel 1976 a Berkeley, California, da Mark Greenberg e Chuck Grant come Kentucky Fried Computer, cambiò il proprio nome prima della commercializzazione del NorthStar Horizon (1977), un computer a 8 bit basato sulla CPU Zilog Z80.
Gli affari di North Star andarono inizialmente bene ma, col tempo, la sua notorietà iniziò a calare, eclissata da altri computer più economici, come quelli offerti da Kaypro e da Osborne Computer Corporation. Un altro fattore che ne limitò l'affermazione commerciale fu il formato proprietario adottato per i floppy disk, che usava un sistema di riconoscimento dell'inizio dei settori del disco basato su 10 fori in aggiunta al foro indice indicante il punto da cui partire a numerare i settori adottato dagli altri produttori.

## I computer
Il primo computer prodotto da North Star fu il NorthStar Horizon, un computer basato sul bus S-100 commercializzato a partire dal 1977 e offerto inizialmente con uno Z80A a 4 MHz, 16 kB di RAM ed 1 unità dischi (90 kB di capacità). Il computer poteva essere espanso con schede aggiuntive di memoria (fino ad un massimo di 64 kB), altre unità a dischi (fino ad un massimo di 3) e porte parallele e seriali aggiuntive. Il computer era offerto in 2 varianti, la Horizon-1 e la Horizon-2, che si differenziavano per le unità a dischi integrate di serie (1 oppure 2). Il prezzo oscillava dai 1.599 dollari dell'Horizon-1 in kit ai 2.349 dollari dell'Horizon-2 già assemblato.
Sul computer poteva girare sia il sistema operativo CP/M che l'NS-DOS (sigla di North Star DOS); di serie era fornito un interprete BASIC.
Nel 1982 fu presentato l'Advantage: rispetto all'Horizon, montava 2 unità dischi per floppy da 180 kB, 64 kB di RAM per l'utente e 16 kB di RAM dedicate alla grafica. Proprio quest'ultima distingueva questo computer dal suo predecessore: insieme ad esso veniva offerto un pacchetto di programmi dimostrativi delle sue potenzialità grafiche. Opzionalmente era acquistabile un disco rigido Winchester da 5 MB. Per l'Advantage era acquistabile una scheda di espansione con un coprocessore Intel 8088 capace di far girare l'MS-DOS.
Nel 1984 fu presentato il Dimension, un computer destinato ad essere utilizzato come server. Era basato su un'unità centrale costruita intorno ad un Intel 80186 a cui erano collegati, tramite apposite schede interne, diversi terminali composti da monitor e tastiera. L'unità era offerta con l'MS-DOS ma, opzionalmente, si poteva avere anche con il sistema Novell NetWare.